# Casa del Duque de Almodóvar del Río

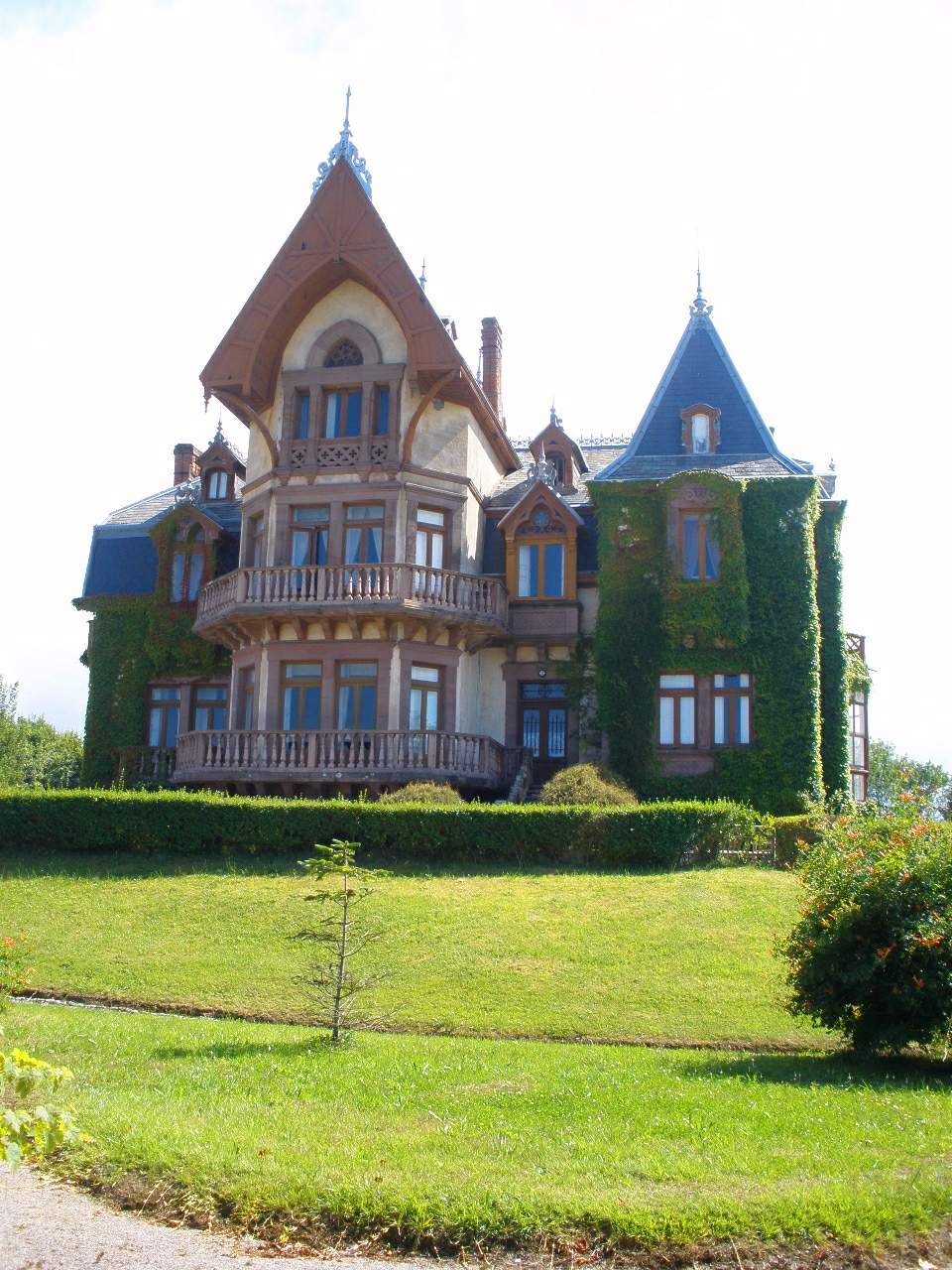
Casa del Duque de Almodóvar del Río

La Casa del Duque de Almodóvar del Río es un edificio construido en Comillas entre 1899-1902 por el arquitecto jerezano Francisco Hernández-Rubio y Gómez para Juan Manuel Sánchez y Gutiérrez de Castro y su mujer Genoveva de Hoces y Fernández de Córdoba, duques de Almodóvar del Río y Marqueses de la Puebla de los Infantes.

## Características
Se trata de una construcción que puede englobarse estilísticamente en la llamada arquitectura historicista inglesa y entre sus características destacan la asimetría, la multiplicidad de ejes o las labores de madera y ladrillo, rasgos que contrastan de manera significativa con los estilos de otros edificios destacados de Comillas como el eclecticismo del Palacio de Sobrellano o el modernismo del Capricho de Gaudí.

## En la cultura popular, la literatura y el cine
La casa, conocida popularmente como "El Duque" ha sido utilizada en obras cinematográficas como La Herencia Valdemar o Al ponerse el sol.   Comillas también está presente en la novela Puerto escondido de María Oruña.